# Émile Braguinski
Émile Veniaminovitch Braguinski (en russe : Эми́ль (Эммануэль) Вениами́нович Браги́нский), né le 19 novembre 1921 à Moscou et mort le 26 mai 1998 dans la même ville, est un dramaturge et scénariste soviétique, lauréat du prix d'État de l'URSS en 1977. Il est principalement connu pour sa collaboration avec le cinéaste Eldar Riazanov.

## Biographie

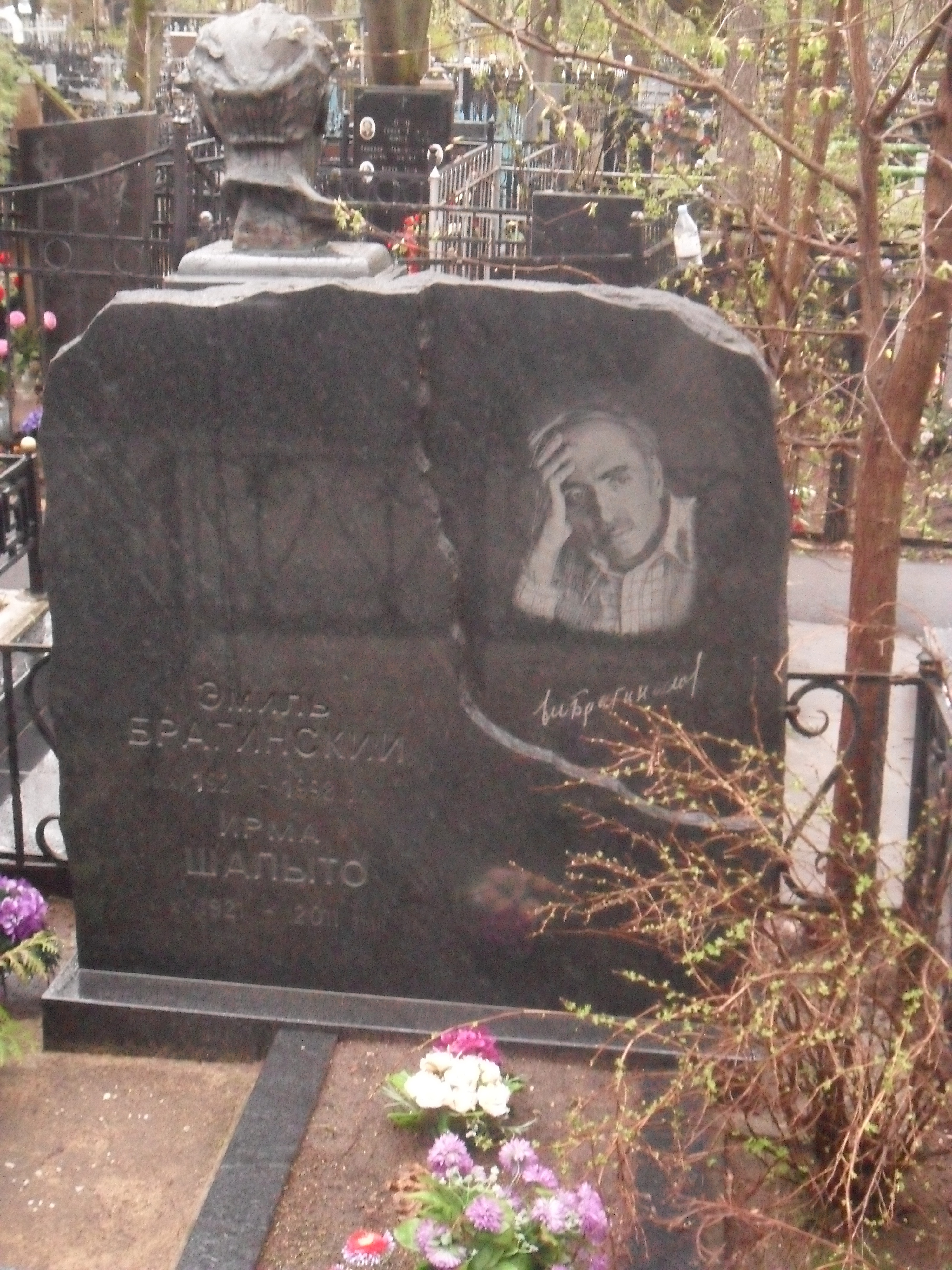
Tombe d'Émile Braguinski au cimetière Vagankovo.

## Œuvre

### Dramaturgie
- 1958 : La Fenêtre ouverte (Раскрытое окно), comédie en trois actes
- 1959 : Dans notre rue (На нашей улице), comédie en trois actes et six tableaux
- 1971 : Collègues (Сослуживцы), comédie cosignée avec Eldar Riazanov
- 1979 : Le Jeu d'imagination (Игра воображения), comédie en deux actes
- 1979 : La Chambre (Комната), comédie en deux actes

### Scénario de film
- 1955 : Dans le carré 45 (ru) (В квадрате 45) de Youri Vychinski (ru)
- 1956 : Le Mexicain (Мексиканец) de Vladimir Kaplounovski (ru)
- 1959 : Vassili Sourikov (ru) (Василий Суриков) d'Anatoli Rybakov
- 1963 : Si tu as raison (ru) (Если ты прав…) de Youri Egorov
- 1966 : Attention, automobile (Берегись автомобиля) d'Eldar Riazanov
- 1967 : Quand la pluie et les vents frappent à la fenêtre (lv) (Kad lietus un vēji sitas logā) d'Aloizs Brenčs
- 1968 : Les Méandres du succès (Зигзаг удачи) d'Eldar Riazanov
- 1971 : Les Vieux-Brigands (Старики-разбойники) d'Eldar Riazanov
- 1972 : Professeur de chant (ru) (Учитель пения) de Naume Birman (ru)
- 1973 : Les Incroyables aventures des Italiens en Russie (Невероятные приключения итальянцев в России) d'Eldar Riazanov
- 1975 : L'Ironie du sort (Ирония судьбы, или С лёгким паром!) d'Eldar Riazanov
- 1977 : Romance de bureau (Служебный роман) d'Eldar Riazanov
- 1977 : Une histoire presque drôle (ru) (Почти смешная история) de Piotr Fomenko
- 1979 : Le Garage (Гараж) d'Eldar Riazanov
- 1982 : Une gare pour deux (Вокзал для двоих) d'Eldar Riazanov
- 1986 : Voyages en vieille automobile (ru) (Поездки на старом автомобиле) de Piotr Fomenko
- 1987 : Mélodie oubliée pour une flûte (Забытая мелодия для флейты) d'Eldar Riazanov
- 1995 : Vacances moscovites (Московские каникулы) d'Alla Sourikova
- 1996 : Un tramway à Moscou de Jean-Luc Léon
- 1998 : La petite pomme d'apis (ru) (Райское яблочко) de Roman Erchov
- 2000 : L'Eau qui dort (ru) (Тихие омуты) d'Eldar Riazanov